# Sarkosin
Sarkosin, také známý jako N-methylglycin, je meziproduktem a vedlejším produktem při syntéze a degradaci glycinu. Sarkosin se metabolizuje na glycin prostřednictvím enzymu sarkosin dehydrogenázy, zatímco glycin-N-methyl transferáza tvoří sarkosin z glycinu. Sarkosin je derivát aminokyseliny, který se přirozeně vyskytuje ve svalech a jiných tělesných tkáních. V laboratoři může být syntetizován z kyseliny chloroctové a methylaminu. Sarkosin se nachází přirozeně jako meziprodukt v metabolismu cholinu na glycin. Sarkosin je sladký na chuť a rozpouští se ve vodě. Používá se při výrobě biologicky rozložitelných povrchově aktivních látek a zubních past, stejně jako v jiných aplikacích.
Sarkosin je všudypřítomný v biologických materiálech a je přítomen v potravinách, jako jsou žloutky, krůty, šunka, zelenina, luštěniny atd.
Sarkosin, podobně jako příbuzné sloučeniny dimethylglycin (DMG) a trimethylglycin (TMG), je tvořen metabolizací živin, jako je cholin a methionin, které oba obsahují methylové skupiny používané v širokém rozsahu biochemických reakcí. Sarkosin se rychle degraduje na glycin, který kromě svého významu jako složky bílkovin hraje významnou roli v různých fyziologických procesech jako primární metabolický zdroj složek živých buněk, jako je glutathion, kreatin, puriny a serin. Koncentrace sarkosinu v krevním séru normálních lidských subjektů je 1,4 ± 0,6 mikromolárních. 

## Klinický význam
Sarkosin nemá žádnou známou toxicitu, jak dokazuje nedostatek fenotypových projevů sarkosinemie, vrozené chyby metabolismu sarkosinu. Sarkosinemie může být důsledkem závažného nedostatku folátu, protože je nutný obsah folátu pro konverzi sarkosinu na glycin.

### Schizofrenie
Sarkosin byl zkoumán ve vztahu ke schizofrenii. Včasné důkazy naznačují, že příjem 2   g / den sarkosinu jako přídavné léčby některých antipsychotik (vyjma klozapinu  ) u schizofrenie poskytuje významné další snížení jak pozitivní, tak negativní symptomatologie, jakož i neurokognitivních a obecných psychopatologických symptomů, které jsou pro toto onemocnění běžné. Sarcosin je dobře tolerován.  Je také vyšetřován na možnou prevenci schizofrenních onemocnění během prodromální fáze onemocnění. Jedná se o typ   1 inhibitoru glycinového transportéru a glycinového agonisty. Zvyšuje koncentraci glycinu v mozku, což způsobuje zvýšenou aktivaci NMDA receptorů a snížení symptomů. Metaanalýza v roce 2011 zjistila, že adjuvantní sarkosin má střední efektní velikost pro negativní a celkové symptomy. 

### Deprese
Hlavní depresivní porucha je komplexní onemocnění a nejčastěji dostupné antidepresiva zaměřená na monoaminovou neurotransmisi mají omezenou účinnost a kognitivní účinky. N-methyl-D-aspartát (NMDA), jeden subtyp glutamátových receptorů, hraje důležitou roli při učení a paměti. Jako adjuvantní terapie schizofrenie byla použita činidla zvyšující N-methyl-D-asparagovou kyselinu (NMDA), jako je sarkosin (N-methylglycin). Předběžné klinické studie ukázaly, že příjem sarkosinu u pacientů se schizofrenií zlepšil nejen psychotické, ale i depresivní symptomy. 
Sarkosin je významně účinnější při léčbě závažné deprese (podstatně zlepšené skóre v hodnocení stupnice deprese Hamilton, klinické globální zobrazení a globální hodnocení funkce) než Citalopram v období 6 týdnů. Sarcosin byl dobře tolerován bez významných vedlejších účinků. 

### Možný marker rakoviny prostaty
Sarkosin aktivuje buňky rakoviny prostaty a indikuje malignitu buněk rakoviny prostaty, měřených v moči.  Sarkosin byl identifikován jako diferenciální metabolit, který byl během progrese karcinomu prostaty výrazně zvýšen na metastázu a mohl být detekován v moči.  Zdálo se, že hladiny sarkosinu kontrolují invazivnost rakoviny. 
Tento závěr byl ale zpochybněn.   

## Historie
Sarkosin byl poprvé izolován a jmenován německým chemikem Justusem von Liebigem v roce 1847.
Jacob Volhard nejprve syntetizoval to v 1862 v laboratoři Hermanna Kolbeho. Před syntézou sarkosinu bylo již dlouho známo, že je produktem hydrolýzy kreatinu, sloučeniny nalezené v masovém extraktu. Přípravou sloučeniny s methylaminem a monochloroctovou kyselinou ukázal Volhard, že sarkosin je N-methylglycin. 

## Příbuzná témata
- Glycin
- Dimetylglycin
- Trimethylglycin